# Otto van Rees (Maler)
Otto van Rees (* 20. April 1884 in Freiburg im Breisgau; † 19. Mai 1957 in Utrecht) war ein  niederländischer Maler.

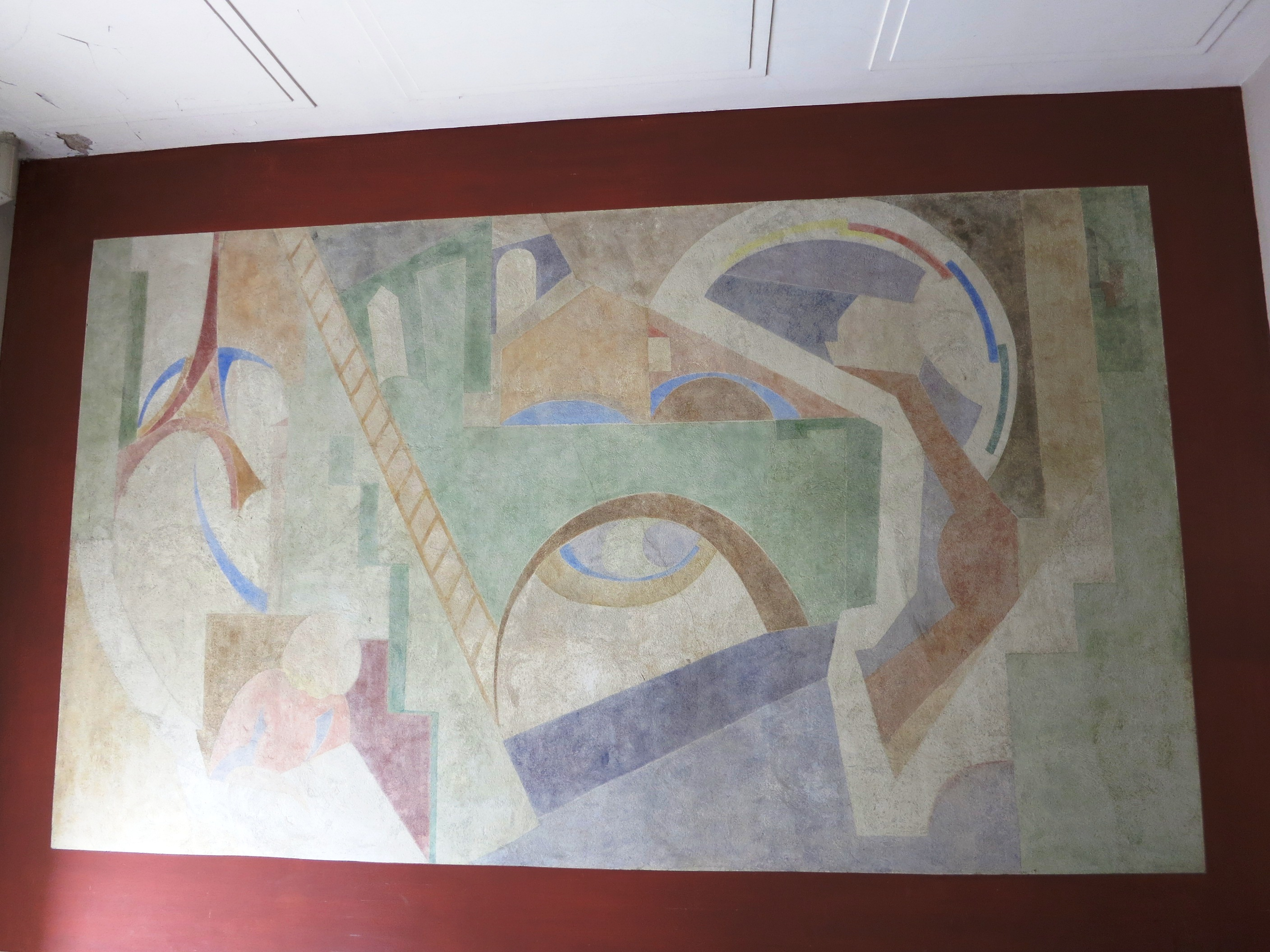
Wandmalerei von Otto van Rees in Hottingen (Zürich)

## Leben

### Jugend
Otto van Rees wurde in Freiburg geboren, wo sein Vater Jacob van Rees von 1883 bis 1885 studierte. Sein Vater war sehr sozial engagiert. Inspiriert von den idealistischen Ideen Leo Tolstois, gründete er 1899 in Blaricum die Kolonie der Internationalen Bruderschaft. Diese Kolonie und das Elternhaus von van Rees bildeten einen Treffpunkt für Freidenker, Anarchisten, Philosophen und Künstler. Zwischen dieser Kolonie und der der Vegetarier auf dem Monte Verità in Ascona gab es persönliche Beziehungen. Van Rees hielt sich später häufiger in Ascona auf. Seinen ersten Malunterricht erhielt er von Jan Toorop und Herman Heijenbrock. Mit siebzehn Jahren lernte er Cathérine Dutilh kennen, eine Nachfahrin einer Rotterdamer Kaufmannsfamilie. Sie hatte eine künstlerische Ausbildung in Brüssel absolviert und war wegen ihres Interesses an Sozialismus und Anarchismus nach Laren gekommen. Im Jahre 1902 bezogen Otto van Rees und Cathérine (genannt Adya) zusammen eine Koloniehütte in Blaricum.

### Domburg und Paris
1904 wurde van Rees zum Militärdienst einberufen, wurde aber von der Wehrpflicht zurückgestellt. Danach arbeitete er künstlerisch mit Adya in Domburg; er arbeitete hier in einem luministischen Stil. Als Autodidakt löste er sich von den traditionellen Kunstvorstellungen leichter als ausgebildete Künstler. Auf Anraten von Toorop verließ er nach dem Sommer 1904 Domburg und zog nach Paris. In Paris wohnte er im Atelierkomplex Bateau-Lavoir, wo er Pablo Picasso und Georges Braque traf. Im Dezember 1904 schloss sich Adya ihm an. Beide freundeten sich mit Kees van Dongen und seiner Familie an. Auf Einladung von van Rees lebte die Familie van Dongen einige Zeit in Fleury-en-Bière in der Nähe von Barbizon. Das „freie Ehepaar“ van Rees hatte dort einen alten Bauernhof als Sommerresidenz gemietet. Van Rees und van Dongen arbeiteten hier im neoimpressionistischen Stil.
Ende 1905 lebte das Paar eine Zeit lang in Anzio / Italien. Dort malte er Landschaften im Stile des Fauvismus. Im Mai 1907 meldete sich van Rees bei der zuständigen Behörde, um seine aufgeschobene Wehrpflicht zu erfüllen. Bereits im Dezember konnte er die Armee mit einer speziellen Erlaubnis wieder verlassen. In der Zwischenzeit waren seine ersten Bilder in der Ausstellung lebender Meister im Stedelijk Museum in Amsterdam ausgestellt worden. 1908 kehrte van Rees nach Paris zurück. 1909 schloss er auch vor dem Gesetz die Ehe mit Adya Dutilh.
Zwischen 1909 und 1912 änderte sich van Rees’ Malstil. Der Neoimpressionismus wurde aufgegeben und wich einer abstrakteren Arbeitsweise. Zweifellos beeinflusste George Braque diese Entwicklung. Van Rees war während dieser Zeit in der Szene Pariser Avantgardisten aktiv. Der Kunstkritiker und Maler Conrad Kickert (1882–1965) lud zu Treffen in sein Haus ein, wo sich Avantgardisten wie Otto van Rees, Henri Le Fauconnier, Lodewijk Schelfhout, Piet Mondriaan, Fernand Léger und Jacoba van Heemskerck regelmäßig trafen. Kickert gründete den Modern Art Circle. Ziel war es, die vielen Neuerungen in der Malerei der niederländischen Öffentlichkeit nahe zu bringen. Die erste Ausstellung im Jahr 1911, bei der van Rees ausstellte, konfrontierte die Besucher mit Kubismus, Fauvismus und Symbolismus. Die kubistische Arbeit von van Rees wurde auch auf Ausstellungen in Köln  (1912) und Berlin (1913) ausgestellt. Im Jahr 1913 war er mit drei Arbeiten auf dem Salon des Indépendants in Paris vertreten.

### Dada
1915 wurde van Rees aus dem Militärdienst entlassen. Er reiste nach Ascona, wo er sich seiner Frau und seinen Kindern anschloss. Ascona war damals ein beliebter Treffpunkt für europäische Freigeister. Monte Verità war der Name dieser Kolonie. Während des Ersten Weltkrieges konnte dort durch die Neutralität der Schweiz ein Zufluchtsort für Menschen entstehen, die aufgrund ihrer unkonventionellen Ansichten oder Lebensweisen anderswo in Europa bedroht waren. Van Rees kam in Kontakt mit Arthur Segal  (1875–1944) und Hans Arp  (1887–1966). 1915 stellten Otto und Adya van Rees zusammen mit Hans Arp in der Galerie Tanner in Zürich  aus. Adya zeigte Stickerei nach avantgardistischen Motiven und Otto zeigte Arbeiten, für die er ungewöhnliche Materialien wie alte Zeitungen, Pappe und Silberpapier verwendet hatte. Die Ausstellung erregte durch den unkonventionellen Charakter der ausgestellten Kunstwerke viel Aufsehen. Einige betrachten dies als den (ansonsten unbeabsichtigten) Ausgangspunkt des Dadaismus. Das Café Voltaire war der Mittelpunkt der dadaistischen Bewegung in Zürich. Die oft provozierenden multimedialen Performances, die von ständig wechselnden Künstlergruppen vorbereitet und aufgeführt wurden, waren ein Protest gegen die Zerstörungen und die Sinnlosigkeit des Krieges. Van Rees war einer der regelmäßigen Besucher der Aufführungen. Die Schrecken des Krieges hinterließen einen tiefen Eindruck bei Otto und Adya van Rees. Unter dem Einfluss der Ideen des Schriftstellers Pieter van der Meer de Walcheren und des französischen Philosophen Jacques Maritain wandten sich Adya und später auch Otto dem Katholizismus zu. Religiöse Themen nahmen dann in den Gemälden von van Rees großen Raum ein.
Ende 1915 oder Anfang 1916 arbeiteten van Rees und Arp an Wandmalereien in der Pestalozzischule in Zürich. Innerhalb der Dada-Bewegung wurden diese Wandmalereien sehr geschätzt und es gab scharfe Proteste, als sie nach ein paar Jahren übermalt wurden. Erst 1957/58 wurden sie restauriert. Die Fresken können als die ersten abstrakten Fresken in der Schweiz angesehen werden.
Van Rees unterzeichnete 1918 das Dadaistische Manifest in Berlin.

### Deurne, Paris und Utrecht
Im Jahr 1919 war die Familie Van Rees unterwegs nach Ascona, als sie in ein Eisenbahnunglück in Pont-sur-Yonne verwickelt wurde. Ihre Tochter Aditya überlebte das Unglück nicht und van Rees selbst wurde schwer verletzt. Er kehrte in die Niederlande zurück, wo die körperliche Genesung mehr als ein Jahr dauerte. Er kam in Kontakt mit Malern der Bergener Schule und dadurch wich teilweise seine kubistische Arbeitsweise einer Annäherung an figuratives Arbeiten.
Von 1923 bis 1927 lebte die Familie in Deurne (Noord-Brabant) im Kleinen Schloss. Rees und sein Freund Moissey Kogan (1879–1943) förderten den Dorfarzt Hendrik Wiegersma und halfen ihm sein künstlerisches Talent zu entwickeln. So wurden das Kleine Schloss und das Wiegersche Haus Wiegersma  im Jahr 1922 Treffpunkt für zahlreiche Künstler, darunter Ossip Zadkine, Albert August Plasschaert, Charles-Albert Cingria und  Joep Nicolas.
Van Rees pendelte häufig zwischen Paris, Ascona und Deurne. In Ascona schloss er sich 1924 der Künstlergruppe Orsa Maggiore (Der Große Bär) an. Das Ehepaar van Rees baute sich dann ein Haus in Losone, nicht weit von Ascona entfernt.
Auf Drängen seiner Frau, die sich durch das Leben in Deurne eingeengt fühlte, zog er 1927 ins belgische Brasschaat um. Sie lebten nur kurze Zeit dort. 1928 brachen sie nach Paris auf. Van Rees wurde in die Anti-surrealistische Bewegung (Cercle et Carré) einbezogen. In der Arbeit von van Rees überwiegen dann abstrakte Kompositionen. Aufgrund der Wirtschaftskrise von 1929 geriet die Familie van Rees in finanzielle Schwierigkeiten. Aufträge kamen nur selten herein und die Unterstützung durch Familienmitglieder wurde weniger. Die Beziehung zwischen Otto und Adya geriet unter Druck. Van Rees zog in dieser Zeit zunächst ohne ständigen Wohnsitz durch die Lande. Seine Frau und sein Sohn wohnten abwechselnd in Paris und Ascona.
Mitte der 1930er Jahre verbrachte Van Rees immer mehr Zeit in den Niederlanden. Durch seinen Schwiegersohn Louis Kuitenbrouwer (Pseudonym Albert Kuyle) hatte er Zugang zu einem Studio in Utrecht an der Oudegracht 55. Er teilte den Raum mit anderen Künstlern wie Gerrit Rietveld und Ries Mulder. Das Studio befand sich über dem Verlagsbüro der Zeitschrift Die Gemeinschaft, Monatszeitschrift für den katholischen Wiederaufbau. Albert Kuyle war der Redaktionssekretär dieser Zeitschrift. Otto van Rees war als Designer an diesem Magazin beteiligt. Als sein Schwiegersohn „Die Gemeinschaft“ verließ und die faschistisch orientierte „Neue Gemeinschaft“ gründete, lieferte er auch dafür Illustrationen, ohne jedoch deren ideologische Ausrichtung anzunehmen. In Utrecht konzentriert van Rees sich in dieser Zeit vor allem auf Malerei: Porträts, Stillleben und religiöse Bilder entstehen. Er kümmerte sich unter anderem um eine Wanddekoration in der Amsterdamer Obrechtkirche. Er trat in die Gesellschaft „Kunstliefde (Kunstliebe)“ ein und stellte im Kunstsaal Wagenaar aus. In Utrecht lernte er Manna Smitt kennen, die als Künstlerin unter dem Namen Micha Landt Bekanntheit erlangte und für ihre Blumenstillleben berühmt wurde. Er blieb jedoch mit Adya Dutilh verheiratet. 1935 reiste er mit Kuyle an verschiedene Ort am Mittelmeer. Diese Reise inspirierte Kuyles zu seinem Buch „Land des Durstes“, für das van Rees die Illustrationen lieferte. Im Zweiten Weltkrieg hielt er sich regelmäßig bei Micha Landt in Limburg auf.
Nach 1945 trat van Rees nicht mehr sehr in den Vordergrund. 1950 war eine seiner Arbeiten Teil des niederländischen Beitrags für die Esposizione Internazionale di Arte Sacra 1900–1950 in Rom. 1951 wurde die Beziehung zu Micha Landt abgebrochen und einige Zeit später schloss sich Adya van Rees wieder ihrem Ehemann an. Ab 1952 konnte van Rees in Anerkennung seiner Bedeutung für die niederländische Kunst auf finanzielle Unterstützung durch die Regierung zählen. 1953 und 1955 reiste er nach Jugoslawien und Griechenland. Diese Reisen inspirierten ihn zu neuen Werken. 1956 wurde im Museum für Neue Religiöse Kunst in Utrecht eine Retrospektive seiner Werke gezeigt, die von der Kritik positiv aufgenommen wurde.
1957 starb Otto van Rees an den Folgen eines Verkehrsunfalls. Adya van Rees starb 1959.
Nicht nur wegen seiner Arbeit, in der es viel Raum für Experimente gab, sondern auch als Vermittler spielte er eine wichtige Rolle in der niederländischen Kunst. Sein künstlerisches Netzwerk war umfangreich, besonders in der Zeit, als die europäische Avantgarde neue Wege einschlug. Durch seine persönlichen Kontakte konnten die Menschen in den Niederlanden diese neuen Entwicklungen zur Kenntnis nehmen. Die Erben riefen nach seinem Tod die Van Rees Stichting (van-Rees-Stiftung) ins Leben, um das kulturelle Erbe seines Lebens zu bewahren.